# Zecca di San Pietroburgo
La Zecca di San Pietroburgo (in russo Санкт-Петербу́ргский моне́тный двор?) è una delle più grandi zecche del mondo;
fu fondata da Pietro il Grande nel 1724 quindi è una delle più antiche imprese industriali di San Pietroburgo.
È situata nell'area della Fortezza di Pietro e Paolo; fa parte del gruppo statale Goznak.